# Dolichopeza lohfauensis
Dolichopeza lohfauensis är en tvåvingeart som beskrevs av Alexander 1949. Dolichopeza lohfauensis ingår i släktet Dolichopeza och familjen storharkrankar. Inga underarter finns listade i Catalogue of Life.